# Los Dolores (Cartagena)
Los Dolores es un barrio de la ciudad de Cartagena de la comunidad autónoma de la Región de Murcia en España.

## Ubicación
Situado a 3 km al norte de la ciudad. 
Rodeada de otros barrios y urbanizaciones como: Barriada Hispanoamérica, Urbanización Castillitos, Los Gabatos, El Plan, Bda. San Cristóbal (El Bohio) y Residencial Santa Ana.

## Historia
La primera referencia sobre Los Dolores aparece en las actas capitulares de 1879, y consistió en una petición formal de alumbrado como de un sereno para seguridad, lo que da a entender que ya vivían en el barrio numerosos vecinos: "tanto por nuestro poblado que ya forma población agrupada con bastante número de vecinos, como también por los intereses que el él se depositan es de absoluta necesidad en el mismo el alumbrado y sereno para la vigilancia".
A finales del siglo XIX en el barrio de Los Dolores se asentaron numerosas familias acaudaladas que aprovechaban las ventajas de no tener que pagar los derechos de consumos. En 1907 fue comunicada por tranvía con Cartagena. Sería en la década de los años 20 del siglo XX cuando sufriría un gran crecimiento urbanístico, favorecido por las numerosas industrias que se establecieron junto a este barrio, entre las que se encontraban algunas dedicadas al pimiento molido y a la harina.
La carretera nacional de Madrid que atravesaba Los Dolores era la principal entrada a Cartagena de los viajeros que llegaban desde Murcia o Madrid. Esta vía se llenó rápidamente de viviendas con jardín y de una planta sin ningún trazado especial, que se acumulaban junto a esta carretera principal, por lo que se formó lo que se considera una población lineal, con sus centros culturales y teatros.
En esta etapa de prosperidad, Los Dolores contaba para su tiempo de ocio con un cinematógrafo, Teatro, Casino, Centro Popular y Círculo Republicano. En lo relacionado con la sanidad tenía un médico, un practicante, un farmacéutico, Subcomité Local de la Cruz Roja con puesto de socorro y ambulancia.
Contaba con numerosos establecimientos y comercios entre los que se destacan los siguientes: abacerías, aceites, alpargatería, barberías, cereales, droguerías, comestibles, paja y cebada, pastelería, vinos y aguardientes y parador. También destacaba en servicios como alquiler de automóviles, gasolinera, reparación de automóviles, exportadores de almendras, labradores, fábricas de pimiento molido y aguardientes o fábricas de harina.

## Patrimonio histórico artístico

### Arquitectura civil
De esta etapa de esplendor son fruto algunos de los palacetes más característicos del barrio, y de toda Cartagena. Algunos de ellos han sido derribados por la dejadez, el paso del tiempo y la desidia (como es el caso de Villa Egidio), pero otros aún siguen en pie gracias al esfuerzo de entes privados y públicos. Entre estos últimos se pueden destacar Torre Catá de Víctor Beltrí, Torre Llagostera en el Huerto de las Bolas (también de Beltrí), la Villa El Retiro con su vegetación privilegiada, Casa Barceló y Torre Claudia.
El principal edificio de Los Dolores es El Castillito. Está restaurado. Fue propiedad del ingeniero naval José de la Figueroa Calín, marqués de Fuente El Sol. Se construyó en 1.899 por encargo de Pedro Conesa Calderón al arquitecto Tomás Rico, como regalo a su nieta Antonia, para que utilizara este palacete como casa de muñecas y estancia para recibir a sus amiguitas. Cuando esta niña creció conoció a su marido en Madrid, el marqués de Fuente Sol don José de la Figuera y de la Cerda, y fue así como ella pasó a ser marquesa consorte. Una vez casados, instalaron su residencia en la finca de El Castillito. Este palacete ha sido rehabilitado para usos culturales.

### Arquitectura religiosa
El origen de su iglesia, bajo la advocación de Nuestra Señora de los Dolores, se encuentra en la ermita que se estableció en el año 1790 para atender al servicio religioso de la agrupación de casas surgidas en aquel lugar en torno al camino real de Madrid. En el año 1911 se constituyó en parroquia, en 1930 se reedifica la iglesia porque se había caído una de sus bóvedas; en 1945 se amplían las capillas laterales y se construye el campanario.
Son de destacar las imágenes de San Juan, del escultor Sánchez Araciel y que llegó a procesionarse en Cartagena durante la Semana Santa; un Cristo de Medinaceli y la titular de la Virgen de los Dolores, que data del año de 1940 sustituyendo a la destruida al comienzo de la guerra civil.

## Geografía humana

### Organización territorial
El término municipal de Cartagena se divide en entidades colectivas de población allí denominadas diputaciones. Los Dolores pertenece a la diputación de El Plan.

### Población
En 2022 la población censada es de 5.369 en Los Dolores más 131 en diseminados y de 1.378 en la Urbanización Castillitos.

## Festividades
Del 1 a 15 de septiembre, en honor de la patrona la Virgen de los Dolores.